# دائرة برج باجي مختار
دائرة برج باجي مختار هي أحد دوائر ولاية برج باجي مختار الجزائرية. وهي زهرة الصحراء الكبرى تقع في أقصى الجنوب الجزائري وتمول ثلاث ولايات باللحوم الحمراء: أدرار، تندوف، تمنراست.
تم ترقية دائرة برج باجي مختار إلى ولاية منتدبة سنة 2015.
تضم دائرة البرج بلديتين هما:
- برج باجي مختار
- تيمياوين